# James Deen
James Deen (ur. 7 lutego 1986 w Pasadenie) – amerykański aktor, producent i reżyser filmów pornograficznych.
Wszedł do branży porno w 2004 w wieku 18 lat. Zwrócił na siebie uwagę swoją stosunkowo smukłą budową ciała, brakiem tatuaży i atrakcyjnością Everymana, odrzucając stereotypowy obraz hipermaskularnych aktorów płci męskiej w branży pornograficznej. Pod koniec 2015 wiele kobiet zgłosiło zarzuty niewłaściwego zachowania seksualnego Deena, w tym gwałtu, z których najbardziej godną uwagi była jego była dziewczyna Joanna Angel.

## Życiorys

### Wczesne lata
Urodził się i dorastał w Pasadenie w Kalifornii w żydowskiej rodzinie klasy średniej jako syn Carol i Dona Sevilli. Rodzina jego matki to Żydzi aszkenazyjscy. Jego dziadek ze strony ojca, Stanley Sevilla, urodził się w Ohio, a babka ze strony ojca, Lois Howell, miała pochodzenie angielskie, szkockie i niemieckie. Jego ojciec był inżynierem mechanikiem i pracował w Jet Propulsion Laboratory, a matka była inżynierem komputerowym.
Jego rodzice rozwiedli się, kiedy był w liceum. W 2004 ukończył La Cañada High School. W wieku 17 lat przeniósł się z ojcem. Pracował w Starbucks i przez dwa lata uczył się w Community college w Pasadenie.

### Kariera
Według Deena, występy w filmach pornograficznych były jego ambicją już w przedszkolu. Jego pseudonim 'James Deen' był przezwiskiem z okresu gimnazjum, gdy miał 12 lat ze względu na sposób trzymania papierosa. Jako nastolatek słuchał wywiadu z gwiazdą porno Jenną Jameson w audycji Loveline. Kiedy moderator zapytał ją, jak stać się gwiazdą porno, odparła, że musi być w stanie się masturbować w pokoju pełnym najlepszych przyjaciół. Był to pierwszy raz, kiedy w nim obudziło się zainteresowanie branżą porno i ekshibicjonizm, który pomógłby mu grać przed kamerami.
Spotykał się z dziewczynami, które podjęły pracę w branży porno. Jedna z nich, Pamela Peaks, pomogła mu wybrać swój stary nick jako jego pseudonim (inną opcją był Clint Cullingus). W tym czasie reprezentowany był przez World Modeling. Jednak trudno było mu znaleźć pracę ze względu na wiek 18 lat i brak doświadczenia na ekranie. Pierwszy przełom nastąpił w 2004, kiedy Eon McKai obsadził go w filmie Art School Sluts (2004) z Katją Kassin. W ciągu pierwszego roku wziął udział w blisko 500 scenach, początkowo pracował ze starszymi wiekowo wykonawczyniami. 
W 2006, był nominowany do nagrody AVN Award dla najlepszego debiutanta roku. W 2009, w wieku 22 lat, otrzymał nagrodę magazynu „Adult Video News” dla wykonawcy roku, co uczyniło go najmłodszym aktorem, który zdobył tę nagrodę.
Wykorzystał swój talent komediowy w takich rolach, jak członek załogi w Pirates II: Stagnetti’s Revenge (2008), Robin w przeboju Vivid Entertainment Batman XXX: A Porn Parody (2010), Egon Spengler w produkcji Hustlera This Ain’t Ghostbusters XXX (2011) i Glenn Quagmire w Family Guy: The XXX Parody (2012). Został także obsadzony w rolach dramatycznych, w tym w The Stepmother 4: Dirty Little Secrets (2011).
Na początku 2010 Deen nakręcił film Zrób scenę z Jamesem Deenem (Do a Scene with James Deen) z fanką, którą nazwał Dziewczyną X i opublikował na swojej stronie internetowej.
We wrześniu 2012 był uczestnikiem konferencji prasowej, wraz z innymi przeciwnikami Measure B w hrabstwie Los Angeles, inicjatywy, która wymagałaby użycia prezerwatyw w przemyśle filmowym pornograficznym, gdzie Deen zakwestionował konstytucyjność tego środka. 
W styczniu 2013 zaangażował się w działalność serwisu finansowania społecznościowego Kickstarter.com, aby zebrać fundusze na western steampunk Cowboys & Engines. Deen był wymieniony jako producent pojazdu Bryna Pryora. Kampania przekroczyła swój cel 100 tys. dolarów w 58 dni, a pod projektem podpisali się aktorzy: Malcolm McDowell, Richard Hatch i Walter Koenig.
Jako gospodarz oryginalnej serii internetowej James Deen Loves Food witryny NSFW WoodRocket.com, w lutym 2013 został opisany podczas przeglądu najlepszych restauracji; zamawianie każdego elementu w menu i tworzenie burrito. 
W marcu 2015 na kampusie Uniwersytetu Kalifornijskiego w Los Angeles wspólnie z Colbym Kellerem i Tashą Reign wziął udział w dyskusji panelowej sponsorowanej przez JamesDeen.com na temat branży dla dorosłych. 

## Rankingi
W lipcu 2015 jego strona internetowa JamesDeen.comw zwyciężyła w rankingu 15 najlepszych witryn pornograficznych przyjaznych kobietom „Cosmopolitan”. W maju i czerwcu 2017 zdobył największą popularność na Florydzie, otrzymał tytuł „gwiazdora porno lata 2017” Adult Entertainment Broadcast Network, a w 2018 zwyciężył w rankingu „Najczęściej i najchętniej oglądanych ogierów branży dla dorosłych wg danych z takich stron, jak Pornhub czy RedTube”. W 2019 zajął drugie miejsce na liście 10. najlepszych gwiazdorów lata w plebiscycie Adult Entertainment Broadcast Network. Zwyciężył w rankingu Top 30 najpopularniejszych i najlepszych gwiazdorów porno 2019 i zajął trzecie miejsce Top 20 najpopularniejszych i najlepszych gwiazdorów porno 2021. W sierpniu 2020 znalazł się w „złotej dziesiątce” gwiazd porno Adult Entertainment Broadcast Network. W 2024 zajął szóste miejsce na liście TOP 10 najczęściej nagradzanych aktorów porno wszech czasów.

### Obecność w kulturze masowej
W lutym 2012, na antenie ABC News Nightline jeden z jego fanów nazwał go „Ryanem Goslingiem biznesu pornograficznego”.
W lipcu 2012 w magazynie „GQ” ukazał się wielostronicowy artykuł, opisujący jego pracę i życie osobiste. W 2013 Deen został wymieniony na liście CNBC Dirty Dozen – najpopularniejszych gwiazd branży porno jako jedyny wykonawca płci męskiej.
W dreszczowcu Paula Schradera The Canyons (2013) z Lindsay Lohan i Gusem Van Santem wcielił się w postać Christiana, bogatego młodzieńca powiązanego z niezależnym przemysłem filmowym w Los Angeles, finansującego niskobudżetowe horrory. Obok Ryana Goslinga kandydował do tytułowej roli w ekranizacji powieści E.L. James Pięćdziesiąt twarzy Greya. 
W 2013 był partnerem „nastoletniej matki” Farrah Abraham, która nagrała amatorski film porno Farrah Superstar: Backdoor Teen Mom. Z kolei blogerka „The Huffington Post” i komediantka Jenn Tisdale pod koniec 2013 w pokoju hotelowym w Nowym Jorku, po tym, jak Deen zareagował na otwarte zaproszenie na Twitterze, nagrała z nim scenę, która w 2014 została wydana na DVD James Deen’s Sex Tapes: Hotel Sex.
25 czerwca 2014 uczestniczył w Reddit A.M.A. i otrzymał ponad cztery tysiące pytań w ciągu godziny, co spowodowało, że został wymieniony przez Reddit jako najpopularniejszy na stronie. Pytania dotyczyły jego kariery, życia osobistego, przepisów dotyczących prezerwatyw, taśmy z seksem nastoletniej mamy Farrah Abraham i nie tylko. 
Wystąpił w jednym z odcinków serialu Showtime Happyish – pt. Starring Rene Descartes, Adweek and HRH The Princess of Arendelle (2015) i filmie dokumentalnym Rocco (2016), który miał swoją premierę 5 września 2016 na Festiwalu Filmowym w Wenecji. W dramacie fantastycznonaukowym Diminuendo (2018) u boku Richarda Hatcha i Waltera Koeniga zagrał postać Richarda Ballantyne, bezdusznego, egoistycznego i obraźliwego emocjonalnie gwiazdora filmowego.
Deen zyskał sporą rzeszę fanów; jego fani, nazwani „Deenagers”, stworzyli fanpage’a w mediach społecznościowych na Tumblrze, Pintereście i samodzielnych stronach fanów. „Deenagers” regularnie dzielą się i komentują pracę Deena. W lutym 2013 Deen uruchomił JamesDeenStore.com. Oprócz filmów z Deenem i nowości dla dorosłych, w sklepie znajduje się marka odzieży Deen’s Baby Panda.

## Życie prywatne
W latach 2005–2011 był w związku z Joanną Angel. W latach 2012–2014 był związany z aktorką pornograficzną i pisarką Stoyą.

### Zarzuty o gwałt i wykroczenia seksualne
28 listopada 2015 Deen został oskarżony na Twitterze o gwałt przez Stoyę. Deen zaprzeczył zarzutom, nazywając je „fałszywymi”, „skandalicznymi” i „zniesławiającymi”.
Była dziewczyna Deena, Joanna Angel, była jedną z pierwszych, którzy poparli Stoyę. W Jason Ellis Show oskarżyła Deena o obelżywe relacje podczas sześcioletniego związku w latach 2004-2011. W grudniu 2015 Amber Rayne twierdziła, że kręciła scenę z Deenem, kiedy nazwała go „sukinsynem”, co rzekomo rozgniewało Deena, który uderzył ją dwukrotnie w twarz i zgwałcił. W następnych tygodniach podobne oskarżenia o napaść seksualną skierowało przeciwko niemu dwanaście innych partnerek, w tym Tori Lux, Kora Peters, Nicki Blue, Lily LaBeau, Bree Olson i Ashley Fires. Deen stanowczo odrzucił wszystkie zarzuty. Z powodu zarzutów Evil Angel i HardX.com zerwały z Deenem wszelki kontakt, studio pornograficzne Kink.com z San Francisco zrezygnowało ze współpracy z Deenem, a strona internetowa The Frisky usunęła jego kolumnę. W grudniu 2015 w „The Daily Beast” i „The Huffington Post” ukazały się artykuły, które nawiązywały do Deena jako „Billa Cosby porno”.
W lipcu 2017 reżyserka Maria Demopoulos złożyła pozew przeciwko Deenowi o zablokowanie dystrybucji filmu dokumentalnego Showtime, który dotyczy licznych zarzutów o gwałt i napaść seksualną przeciwko niemu poprzez kradzież informacji prawnych z jej biura.

## Nagrody
| Rok  | Nagroda                              | Kategoria                                              | Film                                               | Inni wykonawcy                                                                         |
| ---- | ------------------------------------ | ------------------------------------------------------ | -------------------------------------------------- | -------------------------------------------------------------------------------------- |
| 2006 | Ropey Volley Award                   | Najlepsza scena seksu                                  | Neu Wave Hookers (2006)                            | Tommy Pistol i Veronica Hart                                                           |
| 2008 | XRCO Award                           | Niedoceniony szermierz                                 | –                                                  | –                                                                                      |
| 2008 | XRCO Award                           | Najlepsza ekranowa chemia                              | –                                                  | Joanna Angel                                                                           |
| 2009 | XRCO Award                           | Najlepsza ekranowa chemia                              | –                                                  | Joanna Angel                                                                           |
| 2009 | XRCO Award                           | Wykonawca roku                                         | –                                                  | –                                                                                      |
| 2009 | AVN Award                            | Wykonawca roku                                         | –                                                  | –                                                                                      |
| 2009 | RogReviews.com Critic’s Choice Award | Najlepszy wykonawca                                    | –                                                  | –                                                                                      |
| 2010 | XBIZ Award                           | Wykonawca roku                                         | –                                                  | –                                                                                      |
| 2010 | NightMoves Award                     | Nagroda redakcji: Najlepszy wykonawca roku             | –                                                  | –                                                                                      |
| 2011 | TLA RAW Award                        | Najlepszy twitter                                      | –                                                  | –                                                                                      |
| 2012 | RogReviews.com Critic’s Choice Award | Najlepszy wykonawca                                    | –                                                  | –                                                                                      |
| 2012 | NightMoves Award                     | Nagroda fanów: Najlepszy wykonawca roku                | –                                                  | –                                                                                      |
| 2012 | TLA RAW Award                        | Wykonawca roku (Hypest Dick)                           | –                                                  | –                                                                                      |
| 2013 | AVN Award                            | Najlepsza scena triolizmu                              | Asa Akira Is Insatiable 3 (2012)                   | Asa Akira i Brooklyn Lee                                                               |
| 2013 | AVN Award                            | Wykonawca roku                                         | –                                                  | –                                                                                      |
| 2013 | AVN Award                            | Crossoverowy gwiazdor roku                             | –                                                  | Sunny Leone                                                                            |
| 2013 | XBIZ Award                           | Crossoverowy gwiazdor roku                             | –                                                  | Sunny Leone                                                                            |
| 2013 | XBIZ Award                           | Wykonawca roku                                         | –                                                  | –                                                                                      |
| 2013 | XRCO Award                           | Mainstream dla dorosłych – ulubieniec mediów           | –                                                  | –                                                                                      |
| 2013 | Fannys Award                         | Wykonawca roku                                         | –                                                  | –                                                                                      |
| 2013 | Sex Award                            | Najgorętszy dorosły ogier                              | –                                                  | –                                                                                      |
| 2013 | Exxxotica Fan Choice Award           | Wykonawca roku                                         | –                                                  | –                                                                                      |
| 2013 | TLA RAW Award                        | Wykonawca roku (Hypest Dick)                           | –                                                  | –                                                                                      |
| 2013 | TLA RAW Award                        | Najlepszy twitter/tumbler                              | –                                                  | –                                                                                      |
| 2014 | AVN Award                            | Najlepsza scena triolizmu (chłopak/chłopak/dziewczyna) | Anikka 1 (2013)                                    | Anikka Albrite i Ramón Nomar                                                           |
| 2014 | AVN Award                            | Mainstreamowy gwiazdor roku                            | –                                                  | –                                                                                      |
| 2014 | AVN Award                            | Nagroda fanów: Ulubiony gwiazdor roku                  | –                                                  | –                                                                                      |
| 2014 | NightMoves Award                     | Najlepsze wykonawca roku wg redaktorów                 | –                                                  | –                                                                                      |
| 2014 | XBIZ Award                           | Wykonawca roku                                         | –                                                  | –                                                                                      |
| 2014 | XBIZ Award                           | Crossoverowy gwiazdor roku                             | –                                                  | –                                                                                      |
| 2014 | XBIZ Award                           | Najlepszy aktor – film                                 | The New Behind the Green Door (2013)               | –                                                                                      |
| 2014 | XRCO Award                           | Mainstream dla dorosłych – ulubieniec mediów           | –                                                  | –                                                                                      |
| 2014 | TLA RAW Award                        | Wykonawca roku (Hypest Dick)                           | –                                                  | –                                                                                      |
| 2014 | TLA RAW Award                        | Najlepszy twitter/tumbler                              | –                                                  | –                                                                                      |
| 2014 | Free Speech Coalition Award          | Positive Image Award                                   | –                                                  | –                                                                                      |
| 2015 | AVN Award                            | Mainstreamowy gwiazdor roku                            | –                                                  | –                                                                                      |
| 2015 | AVN Award                            | Nagroda fanów: Ulubiony gwiazdor roku                  | –                                                  | –                                                                                      |
| 2015 | AVN Award                            | Najlepsza scena seksu grupowego                        | Gangbang Me (2014)                                 | A.J. Applegate, John Strong, Erik Everhard, Mr. Pete, Mick Blue, Ramón Nomar i Jon Jon |
| 2015 | AVN Award                            | Najlepsza scena seksu grupowego                        | Gangbang Me (2014)                                 | Adriana Chechik, Criss Strokes Mick Blue, John Strong i Erik Everhard                  |
| 2015 | XBIZ Award                           | Najlepsza scena seksu grupowego                        | Gangbang Me (2014)                                 | Adriana Chechik, Criss Strokes Mick Blue, John Strong i Erik Everhard                  |
| 2015 | XBIZ Award                           | Wykonawca roku                                         | –                                                  | –                                                                                      |
| 2015 | XBIZ Award                           | Najlepsza scena seksu – wydanie wideo                  | I Love My Hot Wife (2014)                          | Ava Dalush                                                                             |
| 2015 | Inked Award                          | Najlepsza scena grupowa                                | All About That Orgy (2014)                         | Mick Blue, Kleio Valentien, Joanna Angel, Natalia Marie, Skin Diamond i Mr. Pete       |
| 2016 | AVN Award                            | Najlepsza scena seksu podwójnej penetracji             | Being Riley (2015)                                 | Riley Reid i Erik Everhard                                                             |
| 2016 | AVN Award                            | Najlepsza scena seksu grupowego                        | Gangbang Me 2 (2015)                               | Keisha Grey, Mick Blue, Jon Jon, John Strong i Erik Everhard                           |
| 2018 | XBIZ Award                           | Profesjonalno–amatorska realizacja roku                | James Deen Productions: Canadian Sex Trip 2 (2017) | –                                                                                      |
| 2018 | Fleshbot Award                       | Najlepsza scena seksu analnego                         | Adrianna Chechik Is The Extreme Anal Queen (2017)  | Adriana Chechik                                                                        |
| 2020 | XBIZ Award                           | Amatorska realizacja roku                              | James Deen Entertainment: Tattooed Girls 3 (2019)  | –                                                                                      |